# Gran Premi de Baden-Württemberg de motociclisme
El Gran Premi de Baden-Württemberg de motociclisme fou un esdeveniment esportiu que es disputà en una sola ocasió (la temporada de 1986) al Hockenheimring, dins del calendari del Campionat del món de motociclisme.

## Nom oficial i patrocinador
- Großer Preis von Baden-Württemberg (sense patrocinador oficial)

## Lloc i data
- Hockenheimring (Hockenheim), 26-28 de setembre de 1986[1]

## Guanyadors
| Any  | 80 cc          | 80 cc | 125 cc         | 125 cc  | Detalls |
| Any  | Pilot          | Moto  | Pilot          | Moto    | Detalls |
| ---- | -------------- | ----- | -------------- | ------- | ------- |
| 1986 | Gerhard Waibel | Real  | Fausto Gresini | Garelli | Detalls |